# La Atalaya (Salamanca)
La Atalaya es un municipio y localidad española de la provincia de Salamanca, en la comunidad autónoma de Castilla y León. Se integra dentro de la comarca de Ciudad Rodrigo y la subcomarca de Los Agadones. Pertenece al partido judicial de Ciudad Rodrigo.
Su término municipal está formado por un solo núcleo de población, ocupa una superficie total de 24,13 km² y cuenta con una población de 100 habitantes (INE 2024).

## Historia
La fundación de La Atalaya se remonta a la repoblación efectuada por los reyes de León en la Edad Media, quedando encuadrada en el Campo de Agadones de la Diócesis de Ciudad Rodrigo tras la creación de la misma por parte del rey Fernando II de León en el siglo XII. Con la creación de las actuales provincias en 1833, La Atalaya quedó encuadrado en la provincia de Salamanca, dentro de la Región Leonesa.

## Demografía
Cuenta con una población de 100 habitantes (INE 2024).

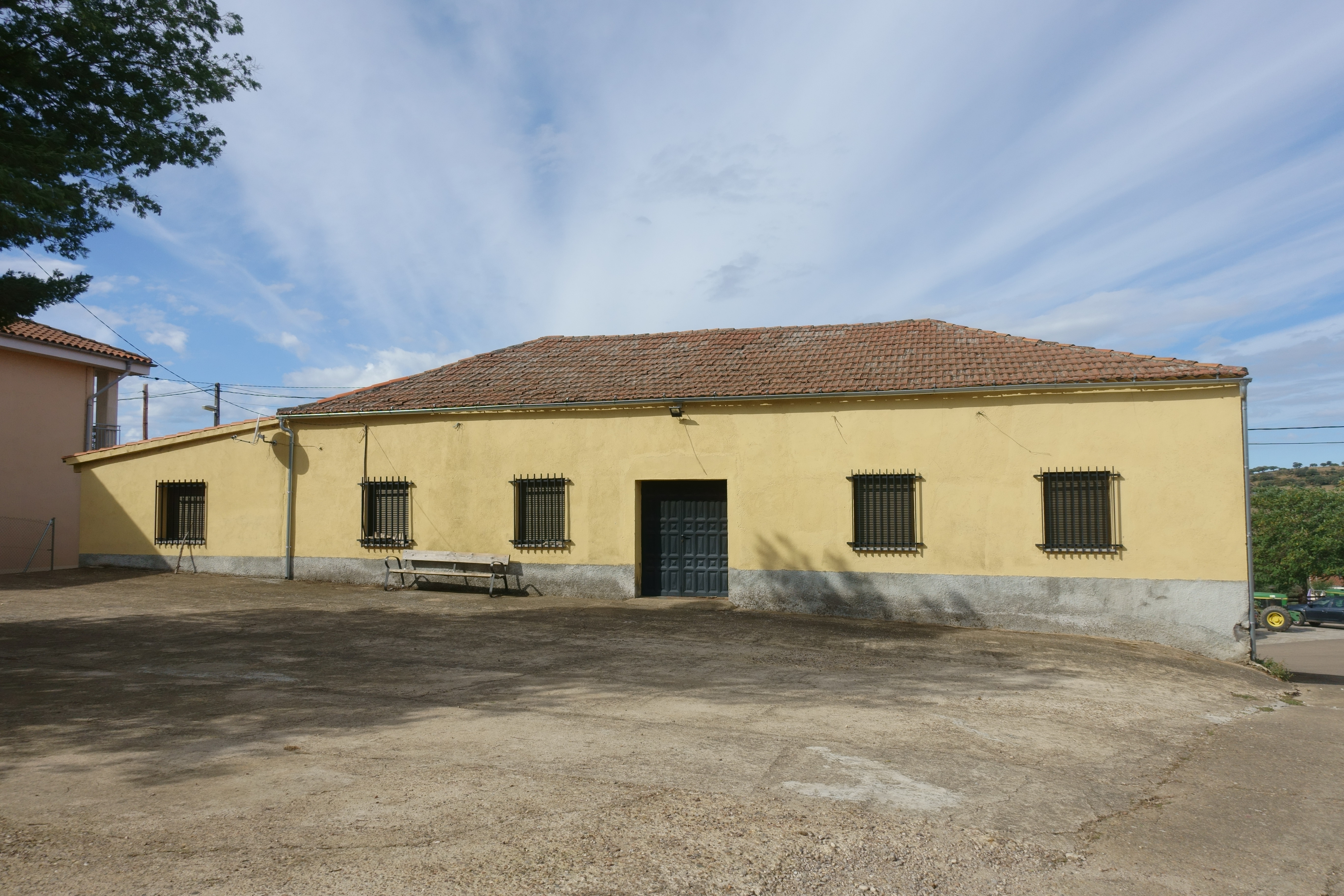
Antiguas escuelas

| Gráfica de evolución demográfica de La Atalaya entre 1842 y 2021                                                      |
| |
| Población de derecho según los censos de población del INE. Población de hecho según los censos de población del INE. |

## Símbolos

### Escudo
El escudo heráldico que representa al municipio fue aprobado con el siguiente blasón:

«Escudo cuartelado. 1.º, en campo de gules, una torre o atalaya de oro y aclarada de azur sobre un monte en su color; 2.º, en campo de plata, un alcornoque en su color, al que le falta parte de la corteza de corcho; 3.º, en campo de oro, una mata de jara en su color con dos flores blancas y, 4.º, en campo de azur un cardador de lino en su color»

### Bandera
La bandera municipal fue aprobada con la siguiente descripción textual:

«Bandera rectangular con tres franjas horizontales iguales, roja, blanca y amarilla, que son tres de los esmaltes que llevan los campos del escudo»

## Administración y política

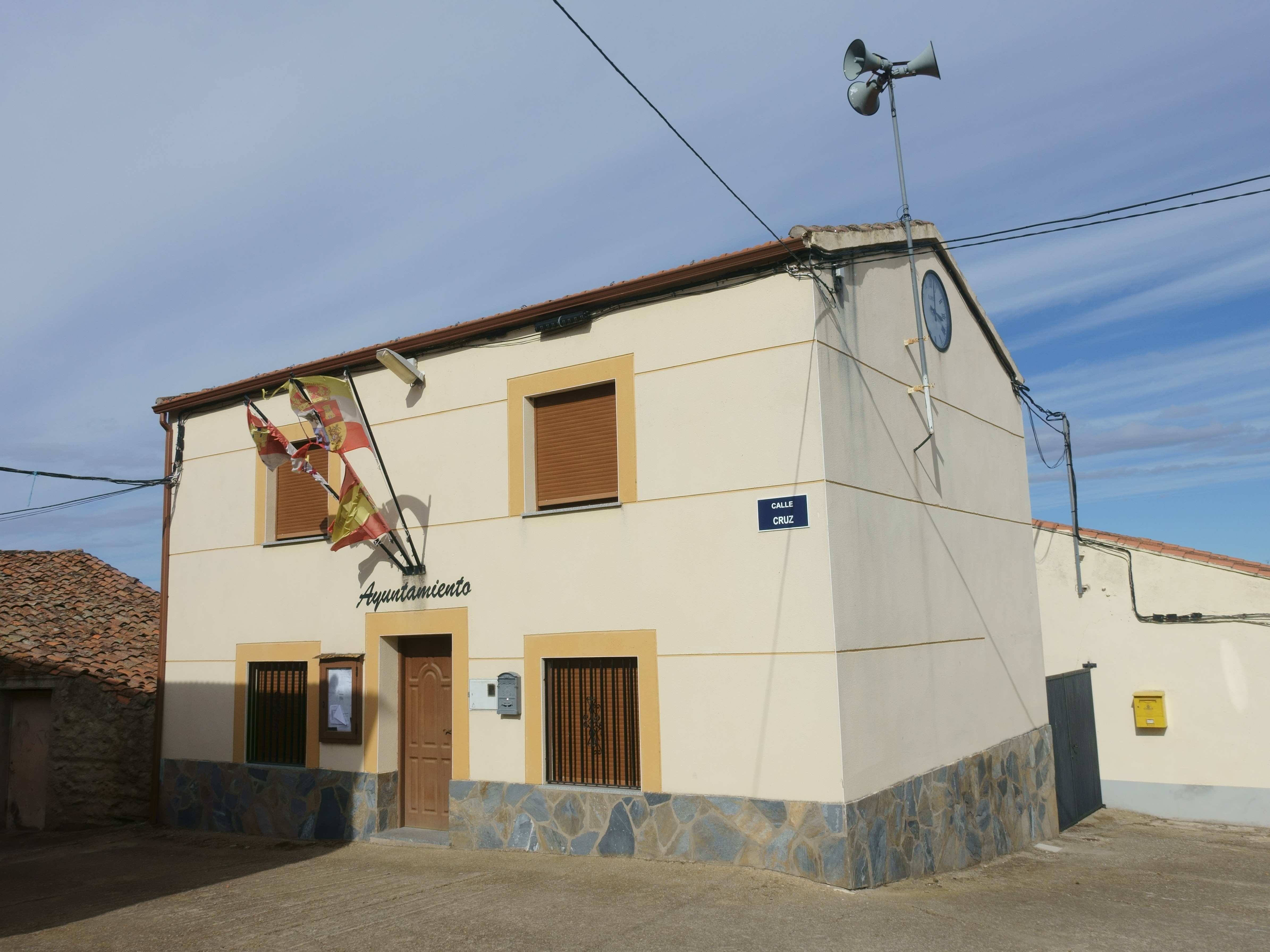
Casa consistorial

| Partido político                         | 2019  | 2019  | 2019       | 2015  | 2015  | 2015       | 2011  | 2011  | 2011       | 2007  | 2007  | 2007       | 2003  | 2003  | 2003       |
| Partido político                         | %     | Votos | Concejales | %     | Votos | Concejales | %     | Votos | Concejales | %     | Votos | Concejales | %     | Votos | Concejales |
| Ciudadanos (Cs)                          | 56,12 | 55    | 4          | 44,55 | 45    | 1          | 22,52 | 25    | 1          | 22,52 | 25    | 1          | 22,52 | 25    | 1          |
| Partido Popular (PP)                     | 39,80 | 39    | 1          | 49,50 | 50    | 4          | 50,00 | 55    | 4          | 52,00 | 52    | 4          | 52,21 | 52    | 4          |
| Partido Socialista Obrero Español (PSOE) | 2,04  | 2     | 0          | 1,98  | 2     | 0          | 35,45 | 39    | 1          | 56,00 | 56    | 1          | 32,74 | 37    | 1          |
| Unión del Pueblo Salmantino (UPSa)       | —     | —     | —          | —     | —     | —          | —     | —     | —          | 21,00 | 21    | 0          | 22,15 | 35    | 0          |

## Cultura

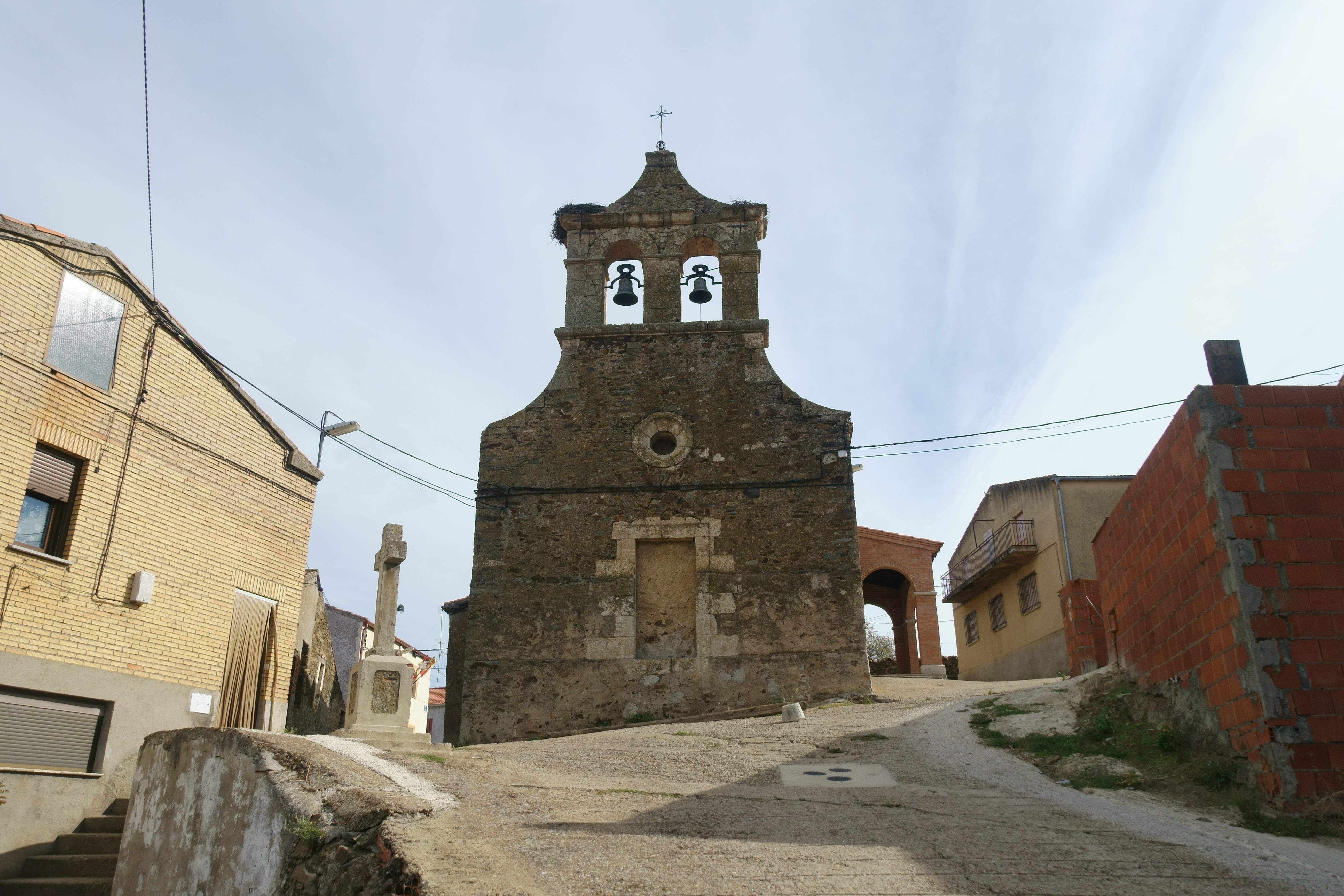
Iglesia de San Miguel

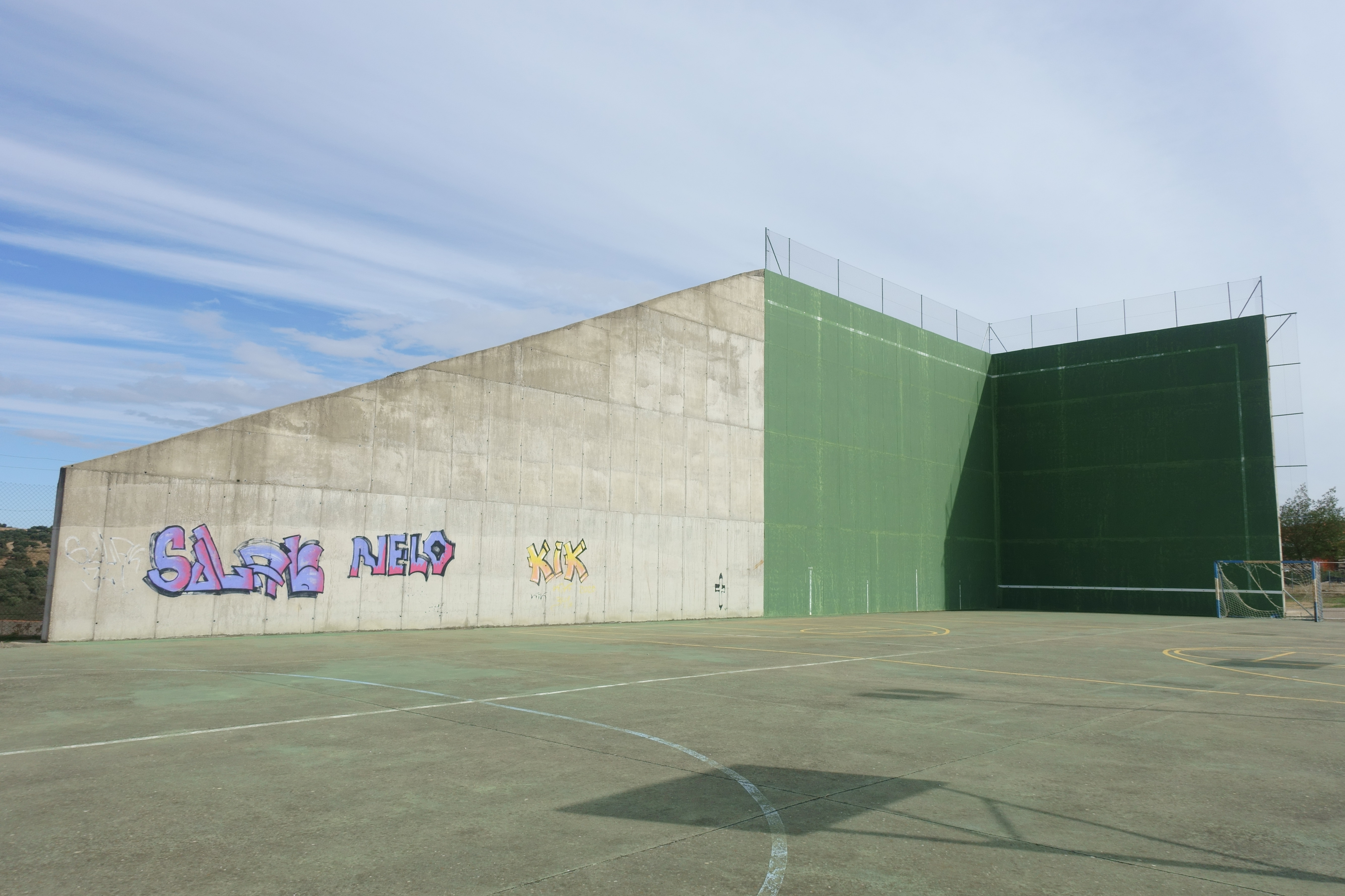
Frontón

### Arquitectura
Aunque pequeño, el pueblo conserva una notable cantidad de casas de piedra (pizarra) construidas a la vieja usanza.

### Fiestas
La fiesta patronal del pueblo es San Miguel Arcángel. Se celebra el 8 de mayo. También destacan San Isidro (15 de mayo) y Nuestra Señora del Rosario, que se celebra el primer domingo de octubre.
Otra festividad destacable en el pueblo es la organizada por la Peña San Miguel, compuesta por las juventudes del pueblo. Este festejo se comenzó a celebrar en 1991, y no tiene una fecha fija, ya que se celebra todos los años a mediados de agosto, colocándose los días exactos para que coincida en fin de semana.

### Deportes
Cabe la existencia de un frontón, de construcción moderna y medidas reglamentarias, situado en la cima del pueblo, ya que éste se sitúa en una colina.